# کریستوفر جونز (دوچرخه‌سوار)
کریستوفر جونز (انگلیسی: Christopher Jones؛ زادهٔ ۶ اوت ۱۹۷۹) دوچرخه‌سوار اهل ایالات متحده آمریکا است.
از باشگاه‌هایی که در آن بازی کرده‌است می‌توان به تیم دوچرخه‌سواری نووو نوردیسک و تیم دوچرخه‌سواری یونایتدهلثکر اشاره کرد.